# Campeonato Mundial de Esqui Estilo Livre de 2023 - Halfpipe masculino
A prova do Halfpipe masculino do Campeonato Mundial de Esqui Estilo Livre de 2023 ocorreu entre os dias 1º a 4 de março, em Bakuriani, na Geórgia.

## Medalhistas
| Ouro                 | Prata              | Bronze              |
| Brendan Mackay (CAN) | Jon Sallinen (FIN) | Alex Ferreira (USA) |

## Resultados

### Qualificação
Um total de 17 esquiadores de 8 nacionalidades participaram da competição. Os 10 melhores avançaram para a final.
| Colocação | Bib | Ordem de corrida | Nome              | Nacionalidade  | Corrida 1 | Corrida 2 | Melhor | Notas |
| --------- | --- | ---------------- | ----------------- | -------------- | --------- | --------- | ------ | ----- |
| 1         | 2   | 8                | Brendan Mackay    | Canadá         | 94.25     | 97.25     | 97.25  | Q     |
| 2         | 3   | 4                | David Wise        | Estados Unidos | 92.00     | 95.75     | 95.75  | Q     |
| 3         | 4   | 10               | Jon Sallinen      | Finlândia      | 89.25     | 91.50     | 91.50  | Q     |
| 4         | 5   | 5                | Simon D'Artois    | Canadá         | 90.25     | 82.75     | 90.25  | Q     |
| 5         | 1   | 3                | Alex Ferreira     | Estados Unidos | 88.00     | 25.75     | 88.00  | Q     |
| 6         | 10  | 2                | Kevin Rolland     | França         | 85.25     | 8.25      | 85.25  | Q     |
| 7         | 7   | 1                | Dylan Ladd        | Estados Unidos | 80.00     | 84.75     | 84.75  | Q     |
| 8         | 6   | 9                | Tristan Feinberg  | Estados Unidos | 84.25     | 77.00     | 84.25  | Q     |
| 9         | 9   | 6                | Ben Harrington    | Nova Zelândia  | 83.25     | 23.25     | 83.25  | Q     |
| 10        | 15  | 14               | Robin Briguet     | Suíça          | 75.75     | 56.00     | 75.75  | Q     |
| 11        | 16  | 15               | Lee Seung-hu      | Coreia do Sul  | 22.50     | 75.00     | 75.00  |       |
| 12        | 12  | 17               | Andrew Longino    | Canadá         | 57.75     | 74.75     | 74.75  |       |
| 13        | 11  | 16               | Gustav Legnavsky  | Nova Zelândia  | 25.75     | 74.50     | 74.50  |       |
| 14        | 13  | 12               | Toma Matsuura     | Japão          | 71.75     | 74.00     | 74.00  |       |
| 15        | 8   | 7                | Dylan Marineau    | Canadá         | 68.50     | 19.00     | 68.50  |       |
| 16        | 17  | 13               | Sun Jingbo        | Japão          | 49.75     | 51.25     | 51.25  |       |
| 17        | 14  | 11               | Rafael Kreienbühl | Suíça          | 16.25     | 15.50     | 16.25  |       |
| 18        | 18  | 18               | Michael Oravec    | Eslováquia     | DNS       | DNS       | DNS    | DNS   |

### Final
A final foi iniciada no dia 4 de março às 10:00.
| Colocação         | Bib | Ordem de corrida | Nome             | Nacionalidade  | Corrida 1 | Corrida 2 | Corrida 3 | Melhor |
| ----------------- | --- | ---------------- | ---------------- | -------------- | --------- | --------- | --------- | ------ |
| Medalha de ouro   | 2   | 10               | Brendan Mackay   | Canadá         | 94.00     | 42.75     | 97.25     | 97.25  |
| Medalha de prata  | 4   | 8                | Jon Sallinen     | Finlândia      | 90.00     | 26.50     | 95.75     | 95.75  |
| Medalha de bronze | 1   | 6                | Alex Ferreira    | Estados Unidos | 86.75     | 79.00     | 93.00     | 93.00  |
| 4                 | 5   | 7                | Simon D'Artois   | Canadá         | 84.75     | 76.00     | 92.00     | 92.00  |
| 5                 | 9   | 2                | Ben Harrington   | Nova Zelândia  | 82.00     | 25.00     | 31.50     | 82.00  |
| 6                 | 7   | 4                | Dylan Ladd       | Estados Unidos | 37.50     | 30.25     | 81.25     | 81.25  |
| 7                 | 10  | 5                | Kevin Rolland    | França         | 75.00     | 80.50     | 23.50     | 80.50  |
| 8                 | 6   | 3                | Tristan Feinberg | Estados Unidos | 12.25     | 76.75     | 15.25     | 76.75  |
| 9                 | 3   | 9                | David Wise       | Estados Unidos | 70.00     | 19.50     | 12.25     | 70.00  |
| 10                | 15  | 1                | Robin Briguet    | Suíça          | 54.25     | 12.25     | 41.75     | 54.25  |

Legenda
| Recorde mundial       | Recorde mundial (World record)               |                       | Recorde africano                      | Recorde africano (African) |                                           | Q | Classificado por posição (Qualified) |
| Recorde do campeonato | Recorde do campeonato (Championship record)  | Recorde da América    | Recorde da América (Americas)         | q                          | Classificado por melhor tempo (Qualified) |   |                                      |
| Melhor marca do ano   | Melhor marca do ano (World leading)          | Recorde asiático      | Recorde asiático (Asian)              | DNS                        | Não largou (Did not start)                |   |                                      |
| Recorde nacional      | Recorde nacional (National record)           | Recorde europeu       | Recorde europeu (European)            | DNF                        | Não terminou (Did not finish)             |   |                                      |
| Recorde pessoal       | Recorde pessoal do atleta (Personal best)    | Recorde da Oceania    | Recorde da Oceania (Oceania)          | DSQ / DQ                   | Desclassificado (Disqualified)            |   |                                      |
| Recorde da temporada  | Recorde da temporada do atleta (Season best) | Recorde sul-americano | Recorde sul-americano (South America) | NM                         | Sem marca (No mark)                       |   |                                      |